# Anitschkow-Brücke
Die Anitschkow-Brücke (russisch Аничков мост) in Sankt Petersburg überquert den Fluss Fontanka im Zuge des Newski-Prospekts. 
Sie wurde nach dem Oberstleutnant Ingenieur Michail Anitschkow benannt, der die erste, hölzerne Brücke 1715 mit seinem Ingenieurbau-Bataillon Anitschkows noch auf Befehl Peters I. erbaut hatte. Ein steinerner, mit Türmchen versehener Neubau vom Ende des 18. Jahrhunderts musste um 1840 einer Verbreiterung weichen (durch Iwan Buttatz und Alexander Reder), die dem zunehmenden Verkehr und den Dimensionen des Newski-Prospektes angepasst war. Das aus Eisenguss gefertigte, schwere Geländer der Brücke geht auf den Entwurf des preußischen Architekten Karl Friedrich Schinkel für die Berliner Schlossbrücke von 1824 zurück.
International bekannt ist die Brücke vor allem durch die vier, eine Sequenz bildenden Skulpturengruppen der bronzenen „Rossebändiger“ des deutschbaltischen Bildhauers Peter Clodt von Jürgensburg. Kunstgeschichtlich stammen die Figurenmotive von den römischen Monumentalplastiken der Dioskuren ab, die in der rekonstruierten Wiederaufstellung des Dioskurenbrunnens auf dem Quirinal in Rom allen späteren Bildhauern wohlbekannt waren. Unmittelbare Anregung dürften die Pariser Rossebändiger von Guillaume Coustou gegeben haben (1743–1745, ursprünglich Marly, dann Avenue des Champs-Élysées, Originale heute im Louvre).
Nach der Brücke wurde das 1754 errichtete benachbarte Anitschkow-Palais am Newski-Prospekt benannt.
1941, während der Leningrader Blockade, wurde die Brücke durch die deutsche Artillerie heftig unter Beschuss genommen. Um die Figuren zu schützen, wurden sie im Garten des Anitschkow-Palastes begraben. Allerdings wurde die Brücke selbst stark in Mitleidenschaft gezogen. Beim Wiederaufbau entschied man sich, bei einem Figurensockel die Beschädigung durch die explodierten Granaten nicht zu beseitigen und stattdessen als Erinnerung an den Krieg zu belassen. Dieser Umstand wird Passanten mit einer dort angebrachten Plakette erklärt.

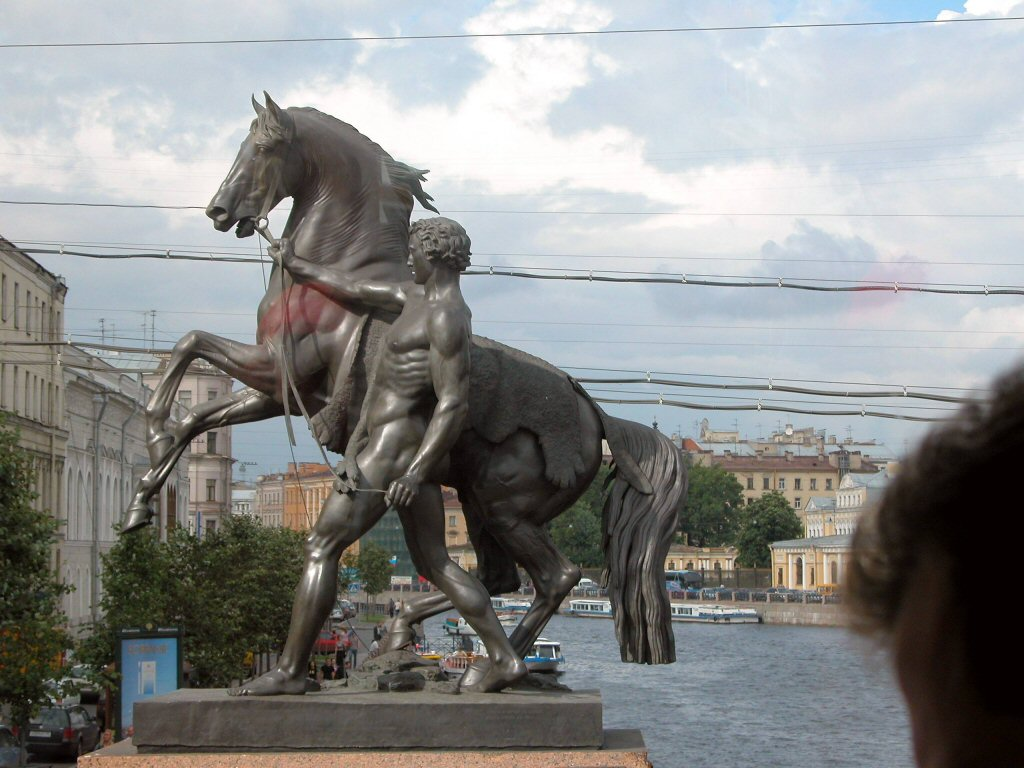
Skulptur „Rossbändiger“